# Solanum vescum
Solanum vescum är en potatisväxtart som beskrevs av Ferdinand von Mueller. Solanum vescum ingår i släktet skattor som ingår i familjen potatisväxter. Inga underarter finns listade i Catalogue of Life.